# مايك غرين (لاعب هوكي الجليد)
مايك غرين هو لاعب هوكي الجليد كندي، ولد في 23 أكتوبر 1979 في فيكتوريا في كندا.

## وصلات خارجية
- مايك غرين (لاعب هوكي الجليد) على موقع دوري الهوكي الوطني (الإنجليزية)
- مايك غرين (لاعب هوكي الجليد) على موقع EliteProspects.com (الإنجليزية)
- مايك غرين (لاعب هوكي الجليد) على موقع Eurohockey.com (الإنجليزية)
- مايك غرين (لاعب هوكي الجليد) على موقع HockeyDB.com (الإنجليزية)
- مايك غرين (لاعب هوكي الجليد) على موقع Hockey-Reference.com (الإنجليزية)